# Sclerocactus spinosior
Sclerocactus spinosior es una especie de planta de flores perteneciente a la familia Cactaceae. 

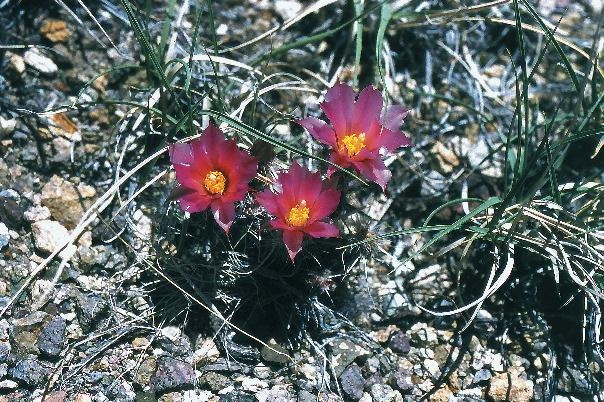
Flores

## Distribución y hábitat
Es endémica de  Estados Unidos en Utah y Nevada. Su hábitat natural son los áridos desiertos.  Es una especie rara en la vida silvestre. Sclerocactus spinosior crece en el Desierto de la Gran Cuenca en Utah en el típico suelo de "Artemisa" en piedra caliza en las colinas bajas en altitudes entre 1.500 y 2.000 metros. Está asociada  con Escobaria vivipara subsp. arizonica, Echinocereus triglochidiatus, Yucca harrimaniae, Yucca harrimaniae subsp. gilbertiana y especies de Opuntia.

## Descripción
Es una planta perenne carnosa y globosa-cilíndrica con la hojas armadas de espinos, de color verde y con las flores de color púrpura o rojo. 

## Taxonomía
Sclerocactus spinosior fue descrita por (Engelm.) D.Woodruff & L.D.Benson y publicado en Cactus and Succulent Journal 48(3): 131. 1976.
Etimología
Sclerocactus: nombre genérico que deriva del griego y significa "cacto duro o cruel" y es una referencia a las espinas ganchudas que se adhieren firmemente a lo que tenga contacto con ellas.
spinosior: epíteto latíno que significa "espinoso"
Sinonimia
- Echinocactus whipplei
- Ferocactus spinosior
- Pediocactus spinosior
- Sclerocactus blainei
- Sclerocactus schlesseri[5]